# Hôtel de ville de Nant
L'hôtel de ville de Nant est un hôtel situé à Nant, dans le département de l'Aveyron, en France.

## Historique
L'édifice est inscrit au titre des monuments historiques en 2007.